# Samdžijon
Samdžijon (korejsky: 삼지연시, Samjiyŏn-si) je město v provincii Rjanggang v Severní Koreji. Svůj název nese podle tří jezer, která se společně nazývají Samdžijon. Město se nachází poblíž hory Pektusan, která má významné postavení v severokorejské mytologii. Turistické skupiny k ní směřují prostřednictvím místního letiště v Samdžijonu.

## Historie
V posledních desetiletích bylo v Samjiyŏnu modernizováno mnoho domů a budov, přičemž v roce 2005 bylo dokončeno několik nových staveb, včetně volnočasového centra pro mládež. Mezi oblíbené aktivity v oblasti patří lyžování a různé programy pro školní děti, například skauting.
V prosinci 2019 Kim Čong-un slavnostně otevřel rozšíření osady, kterou státní média označila za „moderní“ město s obytnými domy a průmyslovými parky. Modernizace města má také podporovat rozvoj turismu v Severní Koreji.

## Podnebí
V Samjiyonu panuje subarktická klima – léta jsou tam chladná a zimy studené a suché.